# Malátnost
Malátnost je snížení výkonu organismu, projevující se ztíženou schopností soustředit se, problémy s držením vzpřímeného postoje.

## Příčiny
Důvodem může být nedostatek tekutin. Také může být zapříčiněna banální změnou tlaku v ovzduší, ten má největší vliv na jedince s příliš nízkým krevním tlakem. Může ale naznačovat vážnější onemocnění, např. špatnou funkci některé žlázy či neurologická onemocnění, jako třeba nádor, mozková mrtvice, klíšťová encefalitida. Malátnost může někdy doprovázet horečku. K dalším příčinám může patřit nedostatek spánku, dlouhodobý nadměrný stres, deprese, migrény, intoxikace organismu, předávkování léky nebo špatná životospráva.

## Projevy
- ztížená schopnost koncentrace a neschopnost se soustředit na pozorovaný objekt, případně na jemné projevy
- problémy se schopností udržet vzpřímený postoj, případně její ztráta, dokonce i při "nenáročné" činnosti
- únava

## Léčba
Vyskytuje-li se malátnost pouze ojediněle, může jí vyřešit dostatečný příjem tekutin a dostatečný spánek.    
Jestliže se malátnost opakuje, je nutné vyhledat lékaře, obzvláště v případě, že došlo k mozkové příhodě (okamžitě).